# Alexeter albilabris
Alexeter albilabris là một loài tò vò trong họ Ichneumonidae.